# Burhan Yılmaz
Burhan Yılmaz (* 7. August 1987) ist ein österreichisch-türkischer Fußballspieler.

## Karriere
Yılmaz begann seine Karriere beim Dornbirner Sportverein. 2001 ging er in die AKA Vorarlberg. 2006 wechselte er in die Schweiz zum FC Widnau. 2007 wechselte er wieder nach Österreich zum FC Rot-Weiß Rankweil. Im Jänner 2008 wechselte er wieder in die Schweiz, diesmal zum FC Altstätten. Im Sommer 2008 wechselte er wieder nach Österreich zum FC Dornbirn 1913, mit dem er 2009 den Aufstieg in den Profifußball feiern konnte. Doch bevor er sein Profidebüt geben konnte, wechselte er zum Amateurverein FC Blau-Weiß Feldkirch, bei dem er zum Goalgetter avancierte. 2010 wechselte er zum SC Bregenz. 2011 kehrte er wieder nach Feldkirch zurück. Im März 2012 löste er seinen Vertrag wegen Unstimmigkeiten mit dem Trainerteam auf und kehrte er zum FC Widnau zurück. Im Sommer 2012 wechselte er nach Deutschland zum FC Memmingen. Im Jänner 2013 löste er jedoch seinen Vertrag auf. Im Sommer 2013 wechselte er wieder nach Österreich, diesmal zum FC Hard. Im Februar 2014 wechselte er wieder in die Schweiz zum FC St. Margrethen. Im Sommer 2014 wechselte er nach Österreich zum FC Viktoria 62 Bregenz. 2015 wechselte er zum Profiverein SC Austria Lustenau. Sein Profidebüt gab er am 12. Spieltag 2015/16 gegen den SKN St. Pölten.